# Sword of the Valiant - The Legend of Sir Gawain and the Green Knight
Sword of the Valiant - The Legend of Sir Gawain and the Green Knight è un film del 1984 diretto da Stephen Weeks.
È un film d'avventura fantastico britannico con Miles O'Keeffe, Cyrielle Clair e Leigh Lawson. È basato sul romanzo del tardo XIV secolo Sir Gawain e il Cavaliere Verde.

## Produzione
Il film, diretto da Stephen Weeks su una sceneggiatura di Stephen Weeks, Howard C. Pen e Philip M. Breen, fu prodotto da Yoram Globus e Menahem Golan per la Golan-Globus Productions in associazione con la Stephen Weeks Company e girato nel Galles (nel castello di Caerphilly, nel castello di Cardiff, nel Castell Coch e nel castello di Caerphilly), in Irlanda e in Francia (nel castello di Pierrefonds e nel Palazzo dei Papi ad Avignone).

## Distribuzione
Il film fu distribuito nel Regno Unito dal 9 novembre 1984 al cinema dalla Cannon Film Distributors con il titolo Sword of the Valiant - The Legend of Sir Gawain and the Green Knight.
Alcune delle uscite internazionali sono state:
- nelle Filippine il 9 giugno 1984
- negli Stati Uniti il 17 agosto 1984 (Sword of the Valiant)
- in Germania Ovest il 15 dicembre 1985 (Camelot - Der Fluch des goldenen Schwertes)
- in Spagna il 23 giugno 1986 (A Espada do valente)
- in Portogallo il 1º gennaio 1987 (A Espada dos Valentes)
- in Brasile (A Espada do Valente)
- in Ungheria (Gawain és a zöld lovag)
- in Francia (L'épée du vaillant)
- in Serbia (Legenda o Ser Gavinu i Zelenom vitezu)
- in Svezia (Legenden om den gröne riddaren)
- in Unione Sovietica (otvazhnogo)
- in Finlandia (Rohkea ritari)
- in Grecia (To spathi tou polemisti)